# Anton Wiktorowitsch Borodatschow
Anton Wiktorowitsch Borodatschow (russisch Антон Викторович Бородачёв; * 23. März 2000 in Samara) ist ein russischer Florettfechter.

## Erfolge
Anton Borodatschow gab im Februar 2017 beim Weltcup in Udine sein internationales Debüt. In den Jahren 2018 und 2019 wurde er mit der russischen Mannschaft jeweils Junioren-Weltmeister, beide Male unter anderem mit seinem Zwillingsbruder Kirill sowie Wladislaw Mylnikow.
Bei den 2021 ausgetragenen Olympischen Spielen 2020 in Tokio ging Borodatschow für die unter dem Teamnamen „ROC“ startende russische Delegation in zwei Wettbewerben an den Start. Im Einzelwettbewerb schied er bereits nach seinem Auftaktkampf auf, den er gegen den US-Amerikaner Nick Itkin mit 11:15 verlor. In der Mannschaftskonkurrenz bildete Borodatschow mit Timur Safin, Wladislaw Mylnikow und seinem Bruder Kirill ein Team. Nach einem 45:39-Erfolg gegen Hongkong und einem 45:41-Sieg gegen die US-amerikanische Équipe trafen die Russen im Duell um den Olympiasieg auf die französische Mannschaft. Mit 28:45 waren sie dieser deutlich unterlegen und erhielten damit die Silbermedaille.